# Ao Guang

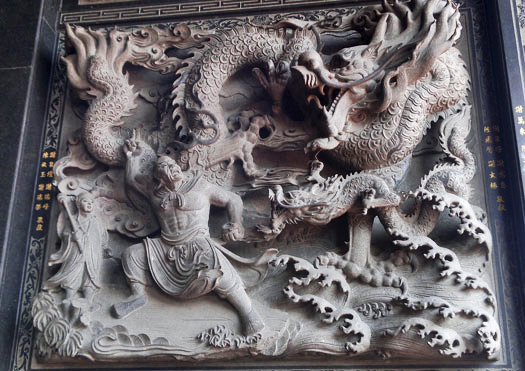
Ao Guang

Ao Guang(敖广) reprezintă Regele Dragon al Mării de Est în mitologia chineză. El apare în diverse opere de artă, spre exemplu în Yanyi Fengshen Yanyi și Journey to the West.